# Мірча-Воде (Тулча)
Мірча-Воде (рум. Mircea Vodă) — село у повіті Тулча в Румунії. Входить до складу комуни Черна.
Село розташоване на відстані 190 км на схід від Бухареста, 38 км на південний захід від Тулчі, 98 км на північ від Констанци, 50 км на південний схід від Галаца.

## Населення
За даними перепису населення 2002 року у селі проживали 595 осіб, усі — румуни. Усі жителі села рідною мовою назвали румунську.